# امرأة النسيان
امرأة النسيان هي أول رواية لمحمد برادة، فقد صدرت في طبعتها الأولى، سنة 1987 عن دار الآمان بالرباط، قبل أن تقررها وزارة التربية الوطنية سنة 1995 ضمن مؤلفات سلك التعليم الثانوي، ويتواصل حضورها ضمن مقررات التعليم على امتداد عشر سنوات إلى غاية سنة 2005. إذ كانت هذه الفترة كفيلة لتجعل منها إحدى الروايات الأكثر مبيعا في المغرب، حيث طبعت سبع مرات بالغة عشرات الآلاف من النسخ (10 آلاف نسخة خلال الطبعتين الأوليين، و5 آلاف نسخة خلال الطبعات الموالية، وألفي نسخة في الطبعات الموالية). وصدرت مؤخرا في طبعة اقتصادية سنة 2002 بدار الفنك. يعتبر هذا العمل بمثابة جزء ثان لروايته الأولى لعبة النسيان، حيث عمد الكاتب فيها إلى استلهام إحدى شخصياتها في الرواية الجديدة. محمد برادة كاتب مغربي يكتب القصة والرواية والمقالة الأدبية.

## محتوى
تنقسم الرواية إلى خمسة فصول، وبعض الشخصيات يرمز إليها الكاتب بحرف من حروف المعجم. في بداية كل قسم أقوال ونصوص. وتميزت الرواية بنزعة تجديدية وخروج عن القوالب السردية التقليدية، كما تميزت بحسها النقدي التحليلي لقضايا جديدة في المجتمع مبتعدة عن التصلب الهوياتي «الوطني».
هذه الرواية هي رواية أجيال ثلاثة مختلفة الطباع والقسمات والرؤى تتحول مع المكان والزمان في تكيفها وصراعها مع الواقع المتميز بين الحماية والاستقلال وتحضر الأم باعتبارها شخصية رابطة، عليها تتجمع الشخوص لتنسج خيوطها السردية لخلق حياتها وموتها. كما أنها تجمع هذه الشخوص لتخلق فيها الحياة والدفء والاستمرارية. كما تحضر عدة تيمات في هذه الرواية مثل: الحياة والموت والجنس والبحث عن الذات والطفولة والوطن والنضال والحرية.

## شخصيات
- الكاتب؛ ف. ب: يوهم نفسه بأنه يتغلب على الشعور بالغربة واللانسجام مع واقع مجتمعه، ولكن دون جدوى. حيث يواجه الغربة داخل الوطن وفي حضور خلانه وزملائه في الحزب الذي ينتمي إليه. هذه الشخصية تعيش تمزقاً بين الذات والآخر، بين الارتباط بمجتمعها على علاته، والارتماء في أحضان الغرب غير الدافئة، بين الاحتماء بروح المجتمع وهويته وتقاليده وتراثه، وبين الانغمار في حداثة مادية لم تحقق لها أي استقرار أو طمأنينة.
- حليمة صديقة ف. ب: وتتميز هاته الشخصيات بالنزوع إلى الحداثة والثقافة الغربية. تعاني جميعها من الإحباط والإحساس بالاغتراب وعدم القدرة على الانسجام مع مجتمعها. فشخصية ف. ب حاولت أن تندمج في المجتمع عن طريق الزواج والحياة مع زوجها بين أفراد عائلته الكبيرة، لكنها فشلت في هذه التجربة، فطلبت من زوجها الطلاق وعادت إلى الحياة في باريس.
- سي مصلح: امناضل حزبي مخلص، وتفانيه في خدمة رفاقه ومساعدتهم في الشدائد، ولا غاية له إلا العمل من أجل التغيير والإصلاح.
- الحلايبي: فهو يجسد نمط الانتهازي الذي ينخرط في صفوف الحزب من أجل تحقيق أغراضه ومصالحه الذاتية.
- الضاوية: ت نموذج الفتاة المغربية النازحة من البادية إلى المدينة بحثاً عن الرزق، عيش التهميش تمثل
- ابن عريش، شاب مغربي أقفلت في وجهه أبواب الرزق والأمل، واجه عنف الواقع بالرفض والتمرد وممارسة الجريمة.[6]

## اقتباسات من الرواية
"النسيان ليس موتًا، بل هو شكل آخر من أشكال الحياة."
"حين ننسى، لا نُقصي الماضي، بل نعيد ترتيبه كي لا يقتلنا."
"المرأة التي اختارت العزلة لم تهرب من العالم، بل كانت تبحث عن صوتها وسط ضجيج الآخرين."

"الذاكرة ليست أرشيفًا، إنها كائن حيّ يتنفس ويتألم ويتحول."

## أسلوب الرواية
أسلوب رواية "امرأة النسيان" ينسج خيوطه بلغة شاعرية متكاثفة، تغوص في أعماق الذات كما في أعماق المجتمع، وتتقاطع فيها الأصوات السردية لتشكّل نسيجًا حكائيًّا متعدد الطبقات. يتبنى محمد برادة أسلوبًا تجريبيًا يتجاوز التقنيات التقليدية، حيث تتخلل النص تداعيات الماضي، واستبطانات فلسفية عميقة، وتأملات في قضايا الهوية والذاكرة والنسيان، دون الوقوع في النمطية أو التسطيح. كما يمزج بين السرد والتحليل النفسي والحوارات الداخلية بأسلوب يميل إلى التهجين الفني، مما يمنح الرواية طابعًا تأمليًّا يوقظ القارئ ويشركه في إعادة بناء المعنى لا استهلاكه فقط.

## المرأة في الرواية
في رواية "امرأة النسيان" للكاتب المغربي محمد برادة، تتجلّى صورة المرأة بوصفها كائنًا مركّبًا وممزقًا بين الوعي والاغتراب، والتقاليد والحداثة، والانتماء والانفصال. تجسد الشخصية المحورية "ف.ب" نموذجًا للمرأة المثقفة التي تعاني من تهميش مزدوج: اجتماعي وثقافي، إذ تعود من باريس إلى الدار البيضاء لتعيش عزلة اختيارية تنبثق منها أسئلة وجودية حول الحرية والهوية والذاكرة. إلى جانبها، تتنوع صور المرأة الأخرى مثل "الضاوية"، التي تمثل المرأة المهمّشة الضحية للواقع الاقتصادي القاسي، و"حليمة"، التي تعيش اغترابًا نفسيًا في المهجر. يقدّم النص المرأة ليس بوصفها موضوعًا سرديًا جامدًا، بل كصوت ناقد ومتمرد يسعى لكسر القوالب النمطية وإعادة بناء الذات في مواجهة مجتمع ذكوري تحكمه البنى التقليدية. بهذه البنية التأملية، تتحول المرأة في الرواية إلى مرآة لتحولات المجتمع المغربي وأسئلته العميقة حول الوعي والتغيير.

## النقد والاستقبال
رواية «امرأة النسيان»، التي تُعدّ أول عمل روائي للكاتب المغربي محمد برادة، لاقت منذ صدورها اهتماماً نقدياً لافتاً داخل الأوساط الأدبية والفكرية المغربية والعربية، حيث نظر إليها النقاد باعتبارها نصاً مؤسساً لتجربة برادة السردية، ومختبراً أولياً لانشغالاته بالذاكرة الفردية والجماعية وبالعلاقة المعقدة بين الذات والتاريخ. وقد أشادت العديد من القراءات بقدرة الرواية على الجمع بين البنية السردية الحديثة والنَفَس التأملي والفكري، مع توظيف أسلوب يميل إلى التقطيع الزمني وتعدد الأصوات في استعادة الماضي وصياغة الحاضر. ورأى بعض الدارسين أن العمل يجسد بداية مشروع برادة في التجريب والبحث عن أشكال جديدة للرواية المغربية، بينما اعتبر آخرون أن الطابع الذهني والفكري للنص قد يحدّ أحياناً من تلقّي القارئ العادي. ومع ذلك فقد حُظيت الرواية بتقدير واسع، وأُدرجت ضمن الأعمال المرجعية التي ساهمت في بلورة الرواية المغربية الحديثة.

## وصلات خارجية
- الانفتاح الروائي كخطة لمساءلة الراهن السياسي المغربي: رواية امرأة النسيان - لمحمد برادة نموذجا
- لعبة الخيال والواقع في رواية «امرأة النسيان»